# Coniopteryx canadensis
Coniopteryx canadensis är en insektsart som beskrevs av Meinander 1972. Coniopteryx canadensis ingår i släktet Coniopteryx och familjen vaxsländor. Inga underarter finns listade i Catalogue of Life.